# União da Vitória (microregio)
União da Vitória is een van de 39 microregio's van de Braziliaanse deelstaat Paraná. Zij ligt in de mesoregio Sudeste Paranaense en grenst aan de microregio's Palmas, Guarapuava, Irati, São Mateus do Sul, Canoinhas (SC) en Joaçaba (SC). De microregio heeft een oppervlakte van ca. 5.486 km². In 2009 werd het inwoneraantal geschat op 121.658.
Zeven gemeenten behoren tot deze microregio:
- Bituruna
- Cruz Machado
- General Carneiro
- Paula Freitas
- Paulo Frontin
- Porto Vitória
- União da Vitória

Mesoregio's: Centro Ocidental Paranaense · Centro Oriental Paranaense · Centro-Sul Paranaense · Metropolitana de Curitiba · Noroeste Paranaense · Norte Central Paranaense · Norte Pioneiro Paranaense · Oeste Paranaense · Sudeste Paranaense · Sudoeste Paranaense

Microregio's: Apucarana · Assaí · Astorga · Campo Mourão · Capanema · Cascavel · Cerro Azul · Cianorte · Cornélio Procópio · Curitiba · Faxinal · Floraí · Foz do Iguaçu · Francisco Beltrão · Goioerê · Guarapuava · Ibaiti · Irati · Ivaiporã · Jacarezinho · Jaguariaíva · Lapa · Londrina · Maringá · Palmas · Paranaguá · Paranavaí · Pato Branco · Pitanga · Ponta Grossa · Porecatu · Prudentópolis · Rio Negro · São Mateus do Sul · Telêmaco Borba · Toledo · Umuarama · União da Vitória · Wenceslau Braz